# David Czerapowicz
David Czerapowicz (16 stycznia 1999 w Göteborgu) – szwedzki koszykarz występujący na pozycjach rozgrywającego lub rzucającego obrońcy, posiadający także amerykańskie obywatelstwo, od 2022 zawodnik Umea BSKT.
11 czerwca 2021 dołączył do Asseco Arki Gdynia. 3 lipca 2023 przedłużył umowę ze szwedzkim Umea BSKT.
Pochodzi ze sportowej rodziny. Jego ojciec grał w koszykówkę na uczelniach w Maine i Springfield. Wuj John grał w futbol amerykański na uczelni UMass, natomiast dziadek na Boston University. Jego starszy brat Chris jest także zawodowym koszykarzem.

## Osiągnięcia
Stan na 26 listopada 2023, na podstawie, o ile nie zaznaczono inaczej.
Indywidualne
- MVP turnieju Scandinavian Cup
- Zaliczony do I składu turnieju:
  - Scandinavian Cup
  - Copehagen Invitational

Reprezentacja
- Brązowy medalista mistrzostw Europy U–16 dywizji B (2015)
- Uczestnik mistrzostw Europy U–20 (2018 – 14. miejsce)
- Zaliczony do I składu mistrzostw Europy U–16 dywizji B (2015)